# 二本木かおり
二本木 かおり（にほんぎ かおり、1969年5月4日 - ）は、日本の映画・音楽評論家。

## 経歴
千葉県出身。日出学園高等学校、大阪芸術大学芸術学部音楽学科作曲コース卒業、大阪芸術大学大学院芸術文化研究科博士課程修了。芸術文化学博士。映像メディアと音との関連について主に研究・執筆。
現在、週刊金曜日きんようぶんか音楽欄連載中。
ギターとピアノのアコースティックユニット「Caorio」でも活動している。

## 共著書
- 『サウンド派映画の聴き方』フィルムアート社
- 『映画音楽200ＣＤ』立風書房
- 『ユーロ・アニメーション』フィルムアート社
- 『映画批評のリテラシー』フィルムアート社
- 『ネオ俳優主義の見方1980-2000』フィルムアート社
- 『映画クルー主義の楽しみ』フィルムアート社
- 『21世紀／シネマＸ』フィルムアート社
- 『現代映画ナビゲーター』フィルムアート社
- 『ゴダールに気をつけろ！』フィルムアート社
- 『芸術・思想家のラストメッセージ』フィルムアート社
- 『ドキュメンタリー：リアルワールドへ踏み込む方法』フィルムアート社
- 『ミシェル・ルグラン』愛育社
- 『映画で覚えるクラシック名曲』学習研究社[1]

## 共訳書
- 『映画の音楽』ミシェル・シオン著　みすず書房

## 連載
- 『週刊金曜日』きんようぶんか音楽欄
- 『ピアノスタイル』ピアノ弾きシネマ倶楽部（2008年４月号で終了）